# ماتوي

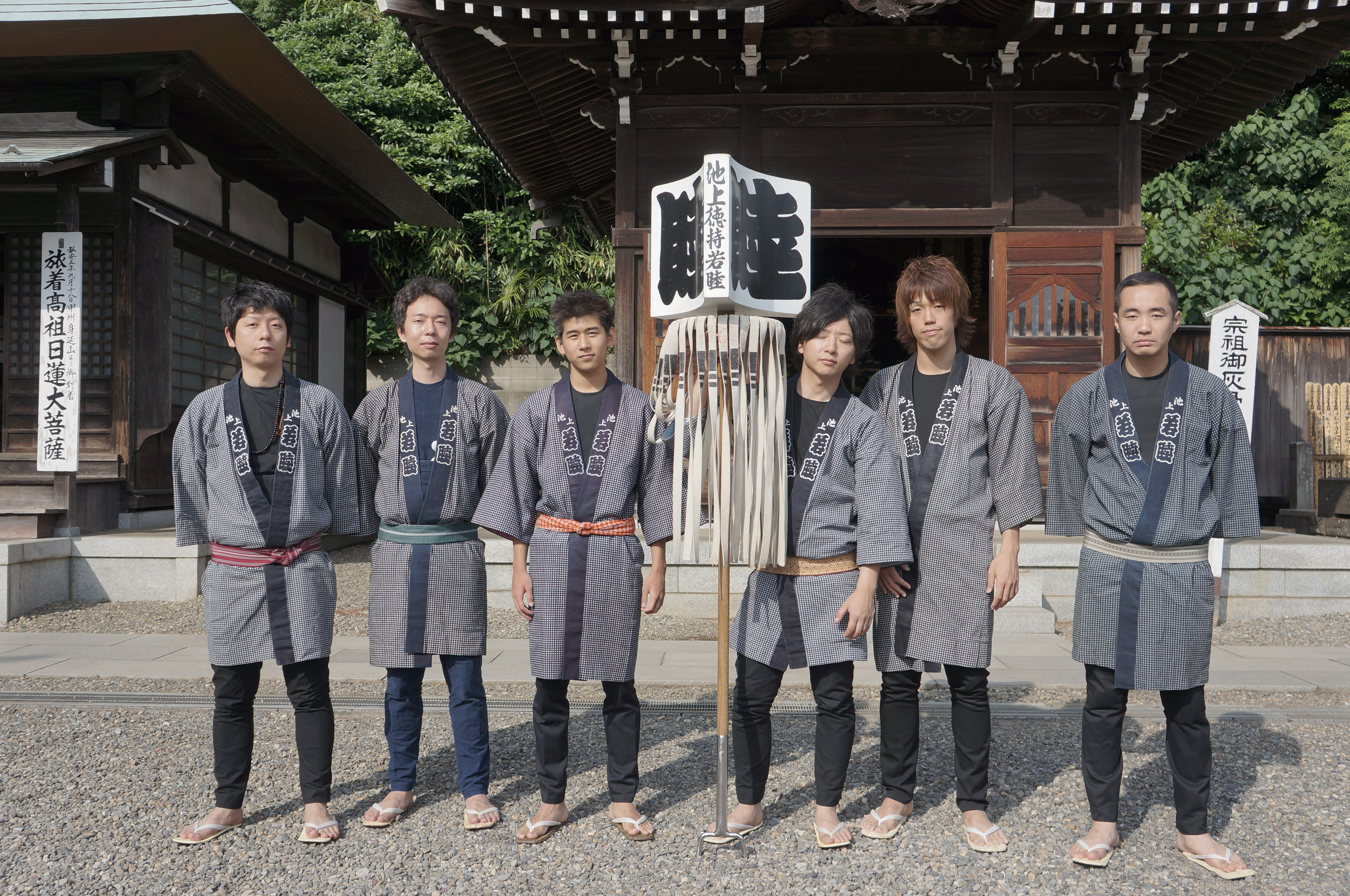
عدد من أفراد مجموعة ماتسوكاي وهم يحملون ماتو خاص بـ ايكغامي، طوكيو يابان

ماتوي ‎ (纏/まとい) هي إحدى الرايات التي أُستخدمت في فترة إيدو في اليابان يرفعها رجال الأطفاء (火消し hikeshi) لإخطار الناس بنشوب الحريق بالقرب من مبنى ما أو داخله. يُسمى من يرفع ماتوي بـ ماتيموتشي (纏持 matoimochi) واجبه رفع ماتوي فوق سطح مبنى قريب من المبنى المحترق لغرض لفت انتباه مجموعات أخرى من رجال الإطفاء المسرعين للمساعدة وإرشادهم لموقع الحريق. لكل مجموعة مختلفة من رجال الإطفاء في فترة إيدو ماتوي خاص بهم للتعرف على أنفسهم. في اليابان الحديثة، يُستخدم الماتوي للأغراض الاحتفالية فقط.